# Acasio
Acasio ist eine Ortschaft im Departamento Potosí im südamerikanischen Anden-Staat Bolivien.

## Lage im Nahraum
Acasio ist zentraler Ort des Municipio Acasio in der Provinz Bernardino Bilbao. Die Ortschaft liegt auf einer Höhe von 3004 m auf einem Plateau zwischen mehreren Quellflüssen des Río Acasio, der 16 Kilometer weiter flussabwärts in den Río Caine mündet, den Oberlauf des Río Grande.

## Geographie
Acasio liegt zwischen der bolivianischen Cordillera Central und der Cordillera Oriental im Übergangsbereich zum bolivianischen Tiefland. Das Klima der Region ist ein typisches Tageszeitenklima, bei dem die mittlere Temperaturschwankung im Tagesverlauf deutlicher ausfällt als zwischen den Jahreszeiten.
Die mittlere Durchschnittstemperatur der Region liegt bei etwa 14–15 °C (siehe Klimadiagramm Arampampa) und schwankt zwischen knapp 11 °C im Juni und Juli und knapp 17 °C im November und Dezember. Der Jahresniederschlag beträgt gut 500 mm und weist eine ausgeprägte Trockenzeit von April bis Oktober mit Monatsniederschlägen von 0 bis 20 mm auf, nur in der kurzen Feuchtezeit von Januar bis Februar fallen 100 bis 140 mm Monatsniederschlag.

## Verkehrsnetz
Acasio liegt in einer Entfernung von 278 Straßenkilometern östlich von Oruro, der Hauptstadt des benachbarten Departamentos Oruro.
Von Oruro führt die asphaltierte Nationalstraße Ruta 1 in südlicher Richtung 22 Kilometer über Vinto nach Machacamarquita, acht Kilometer nördlich von Machacamarca gelegen. In Machacamarquita zweigt die Ruta 6 in südöstlicher Richtung ab und erreicht über Huanuni und über Passhöhen von mehr als 4500 m nach 79 Kilometern die Stadt Llallagua. Von dort führt die Ruta 6 weitere sieben Kilometer in die Provinzhauptstadt Uncía. Hier zweigt eine unbefestigte Landstraße nach Osten ab und erreicht nach siebzehn Kilometern Chayanta. Von hier aus bis nach Acasio sind es noch einmal 150 Kilometer auf serpentinenreicher unbefestigter Landstraße, die bei Colloma den Río Chayanta auf 3250 m Höhe überquert und auf ihrem weiteren Weg noch einmal auf über 4400 m ansteigt, bevor sie sich schließlich zum Tal von Acasio herabwindet.

## Bevölkerung
Die Einwohnerzahl der Ortschaft ist in den vergangenen beiden Jahrzehnten nur unwesentlich angestiegen:
| Jahr | Einwohner | Quelle       |
| ---- | --------- | ------------ |
| 1992 | 574       | Volkszählung |
| 2001 | 552       | Volkszählung |
| 2012 | 855       | Volkszählung |
| 2024 |           | Volkszählung |

Die Region weist einen hohen Anteil an Aymara-Bevölkerung auf, im Municipio Acasio sprechen 67,6 Prozent der Bevölkerung Aymara.